# Comanthus
Comanthus is een geslacht van haarsterren uit de familie Comatulidae.

## Soorten
- Comanthus briareus (Bell, 1882)
- Comanthus delicata (A.H. Clark, 1909)
- Comanthus gisleni Rowe, Hoggett, Birtles & Vail, 1986
- Comanthus imbricatus (A.H. Clark, 1908)
- Comanthus kumi Fujita & Obuchi, 2012
- Comanthus novaezealandiae A.H. Clark, 1931
- Comanthus parvicirrus (Müller, 1841)
- Comanthus suavia Rowe, Hoggett, Birtles & Vail, 1986
- Comanthus taviana (A.H. Clark, 1911)
- Comanthus wahlbergii (Müller, 1843)
- Comanthus weberi (A.H. Clark, 1912)